# Astrid de Jong
Astrid de Jong (Wormerveer, 1 december 1971) is een Nederlands radiomaker. 
Ze presenteert onder andere Nachtzuster op NPO Radio 1.

## Loopbaan

### Opleiding
Na het vwo deed De Jong de studie Hoger Informatie- en Communicatieonderwijs, richting Televisie. Hiernaast deed ze tijdens de laatste jaren van haar studie een docentenopleiding Drama aan de Kunstacademie van Kampen.

### Carrière

#### Jaren 1990
Vanaf begin jaren 1990 werkt ze voor regionale radio- en televisie-omroepen. Hoewel ze aanvankelijk meer haar heil bij de televisie zag dan bij de radio, ging ze productiewerk doen voor het AVRO-programma Arbeidsvitaminen en presenteerde ze op zaterdagnacht het radioprogramma De Nachtdienst. Vanaf 1998 speelde De Jong ook de rol van de hostess Platina Solana in het Radio 2 programma Route du Soleil van Peter van Bruggen.

#### Na 2000
Vanaf 2002 was ze aan de slag bij BNN voor de presentatie van het programma BNN United op Radio 1. Vanaf september 2003 vulde ze de positie in die vrijkwam toen Sander de Heer vertrok als sidekick en producer van het 3FM-programma ruuddewild.nl. Nadat presentator Ruud de Wild in juni 2004 overstapte naar Radio 538, ging De Jong naar iets anders op zoek. Niet veel later keerde ze terug naar BNN om de productie van het radioprogramma Wout! van Wouter van der Goes op 3FM op zich te nemen. Ook keerde ze terug als BNN United-presentatrice op Radio 1.
Sinds september 2006 is het programma Wout! vervangen door de Coen en Sander Show met Coen Swijnenberg en Sander Lantinga, waar ze ook de redactie en productie voor haar rekening nam.
Op 26 januari 2007 beëindigde zij haar werk bij dit programma, om als productiemedewerker voor het 3FM-programma GIEL te gaan werken. Verder verving ze Rinske Wels bij Het Circus Jeroen Bosch op zondagavond van 20.00 tot 22.00 uur bij Radio 2 tot en met 2010. Ze is de vaste vervangster gewenst van Sander Guis in Music Matters op zaterdag en zondag van 06.00 tot 09.00 uur bij de NCRV op Radio 2.
Van mei 2009 tot 29 augustus 2010 presenteerde ze op zondagochtend van 04.00-07.00 bij de AVRO op Radio 1 De Nachtdienst. Sinds 16 september 2010 was De Jong te beluisteren in de nacht van donderdag op vrijdag bij MAX van 02.00 tot 06.00 uur op Radio 1 met Nachtzuster. Sinds 1 januari 2019 is dit programma een dag verschoven naar de nacht van vrijdag op zaterdag. Ze geeft ook trainingen aan programmamakers en doet aan coaching van programmamakers en professionele DJ's.
In mei 2015 mocht De Jong twee weken Bert van Losser vervangen tijdens Goeiemorgen Overijssel op Radio Oost. In 2016 mocht ze dit nogmaals twee weken doen. Daarnaast was Astrid de Jong ieder weekend op de zaterdag en zondag tussen 16.00 en 19.00 uur te horen op Omroep Gelderland.
Astrid de Jong is vaste invalster bij NPO Radio 5 en Radio Flevoland. Ook werkt ze regelmatig achter de schermen mee aan radioprogramma's.
Ze startte in januari 2024 de alternatieve radioprijs Radiovrouw  2023 wegens kritiek op de Radioring, die eerder waren gestopt met de prijs voor vrouwelijke radio dj’s.

## Waardering
- In 2007 werd de Jong genomineerd voor Beste Producer (GIEL / 3FM) bij de Radiobitches Awards van de Veronica Radioschool.

- In 2017 werd zij samen met haar programma Nachtzuster (Omroep MAX) genomineerd voor de Zilveren Reissmicrofoon.

- Op 21 januari 2021 werd De Jongs Nachtzuster verkozen tot beste nachtprogramma op de Nederlandse radio. Van vakmediaplatform Spreekbuis.nl ontving zij de Nachtwacht Award 2021.

## Privé
De Jong heeft twee dochters en een zoon. Kinderboekenschrijver Evert Hartman (1937-1994) was haar schoonvader.